# Edemèrids
Els edemèrids (Oedemeridae) són una família de coleòpters de la superfamília Tenebrionoidea que comprèn uns 100 gèneres i al voltant de 1500 espècies. distribuïdes per tot el món, excepte les regions polars. A Catalunya hi ha diverses espècies molt freqüents a la primavera sobre los flors.

## Característiques
Tenen el cos tou i allargat, de mida mitjana (en general entre 7 i 12 mm de longitud), cap sense coll estret que l'uneixi al pronot, antenes llargues i filiformes, pronot sense arestes laterals i molt més estret que la base dels èlitres, tarses heteròmers (amb 5 artells als tarses anteriors, 5 als mitjos i 4 als posteriors) amb el penúltim artell bilobulat, cavitats procoxals obertes per darrere i procoxes còniques i contigües.

## Història natural
Les larves es desenvolupen a la fusta podrida o en tiges herbàcies. Els adults són eminentment florícoles, alimentant-se de pol·len i nèctar de compostes, umbelíferes, cistàcies, crucíferes, etc., essent molt polífags i bons pol·linitzadors, ja que tenen el cos cobert de pubescència a la que s'enganxen els grans de pol·len. La seva emergència està estretament lligada als períodes de màxima floració (primavera i estiu).

## Taxonomia
La família Oedemeridae es subdivideix en tres subfamílies:
- Subfamília Nacerdinae
- Subfamília Calopodinae
- Subfamília Oedemerinae

## Galeria

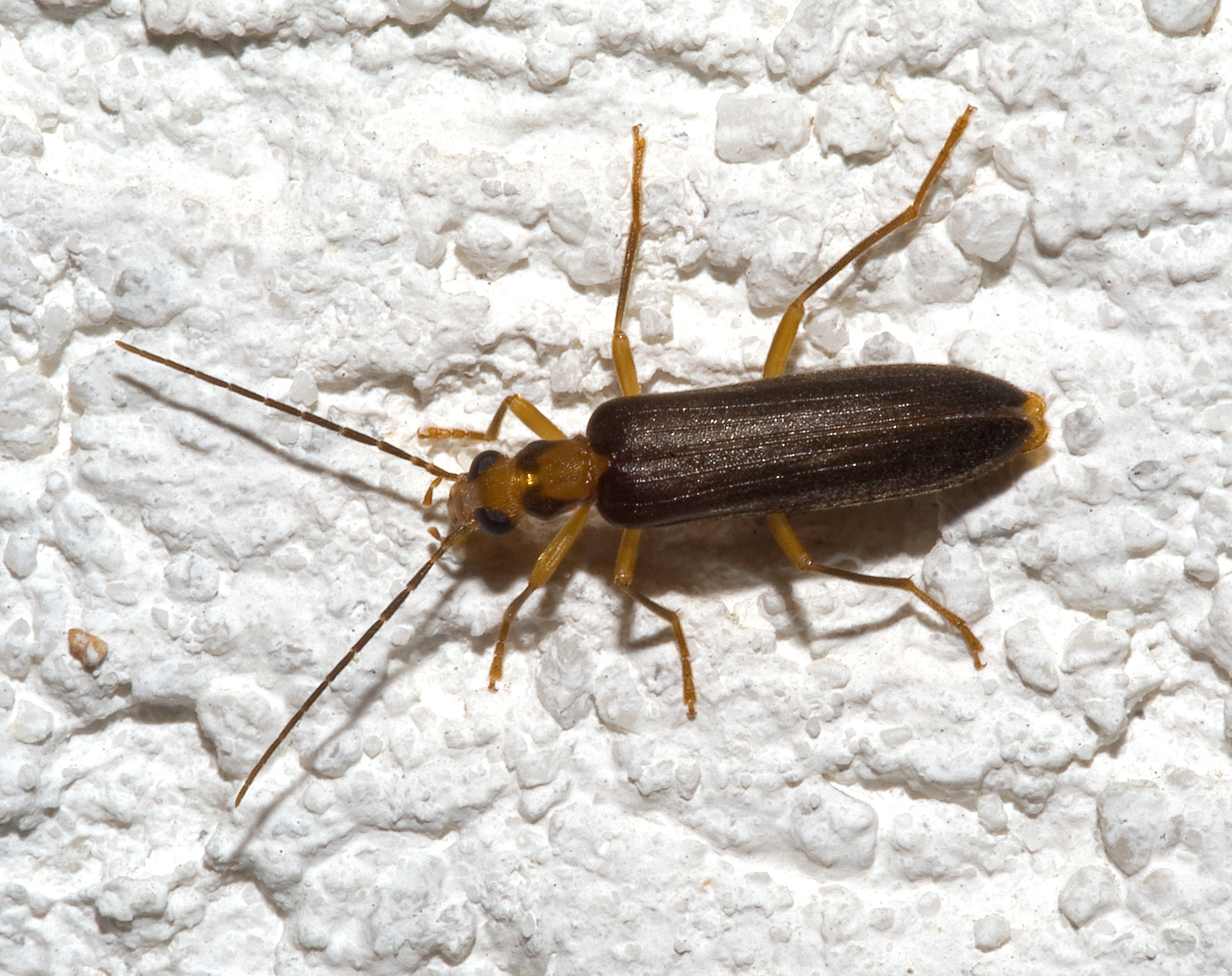
Nacerdes carniolica (Nacerdinae)
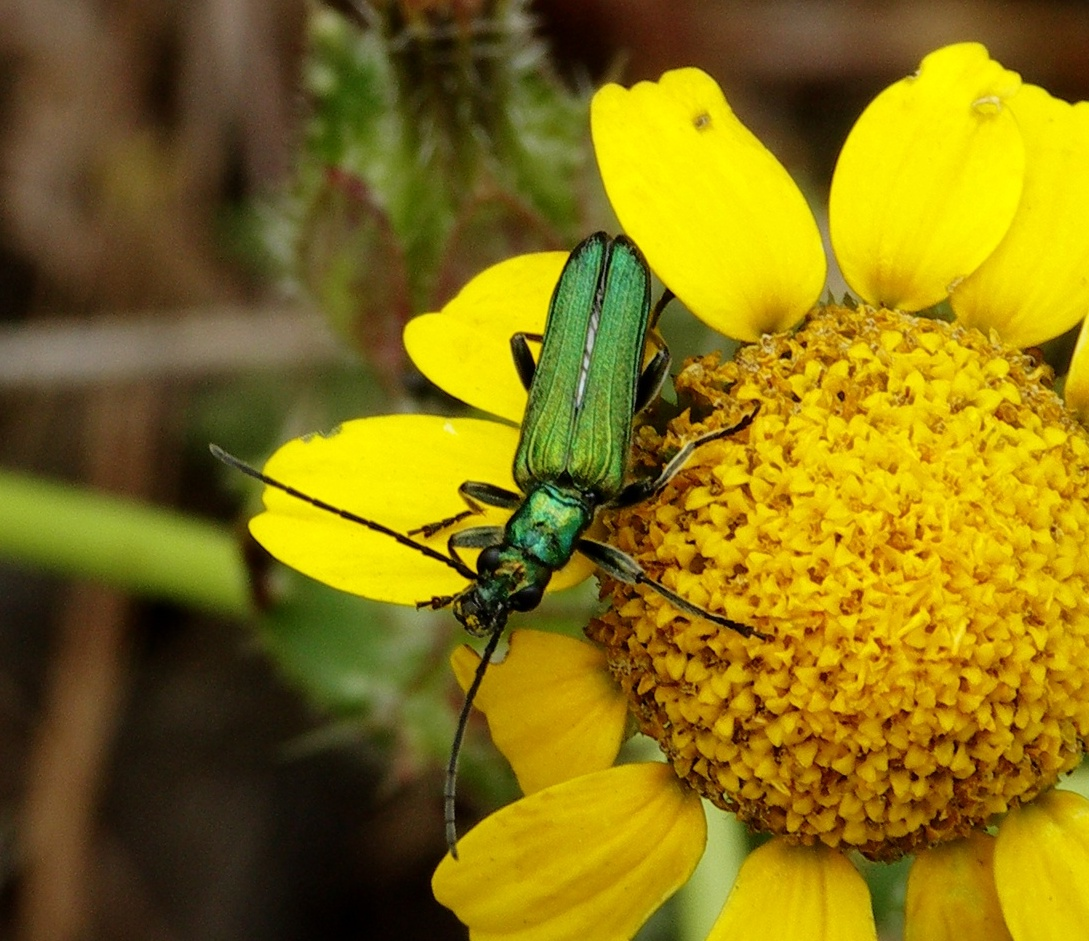
Anogcodes seladonius (Nacerdinae)
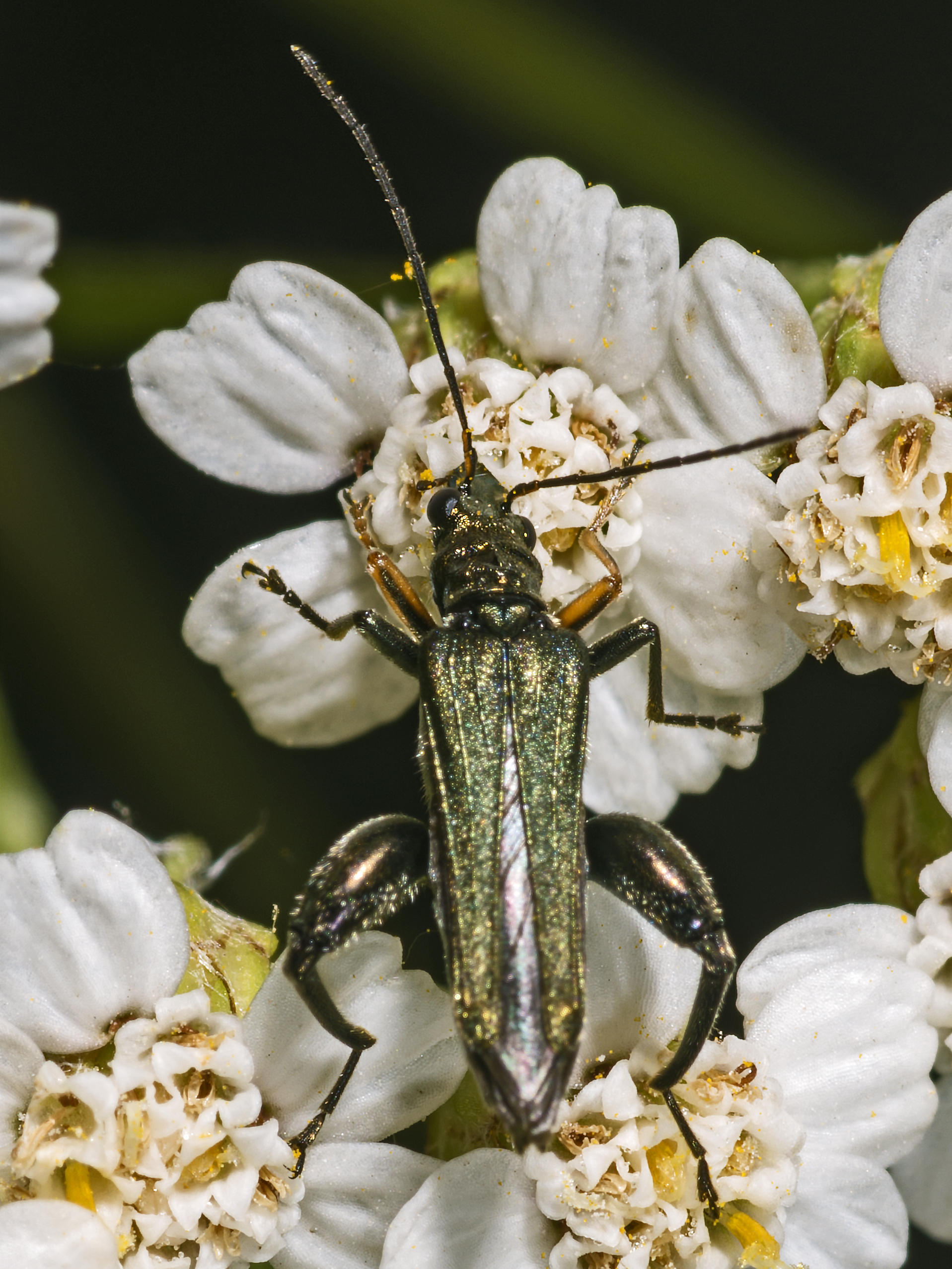
Oedemera flavipes (Oedemerinae)
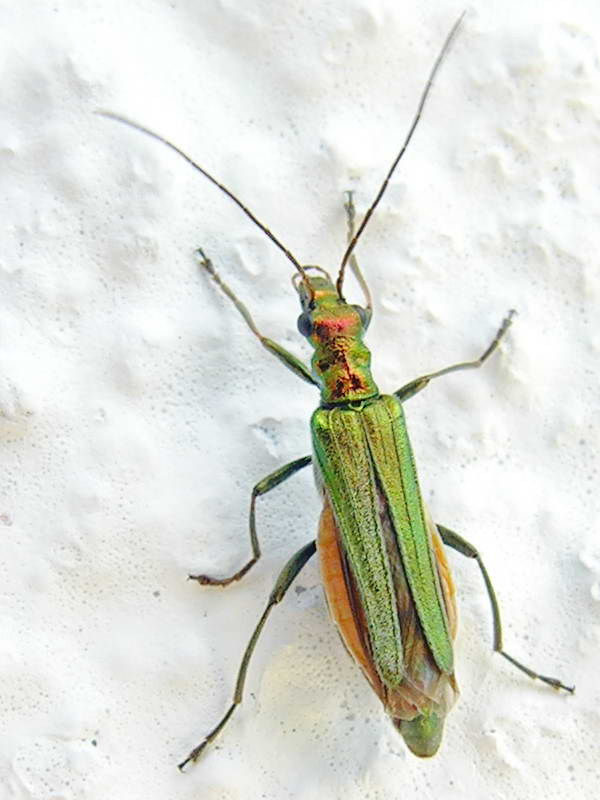
Femella d'Oedemera nobilis que mostra els fèmurs posteriors no dilatats